# Semana de Almedal

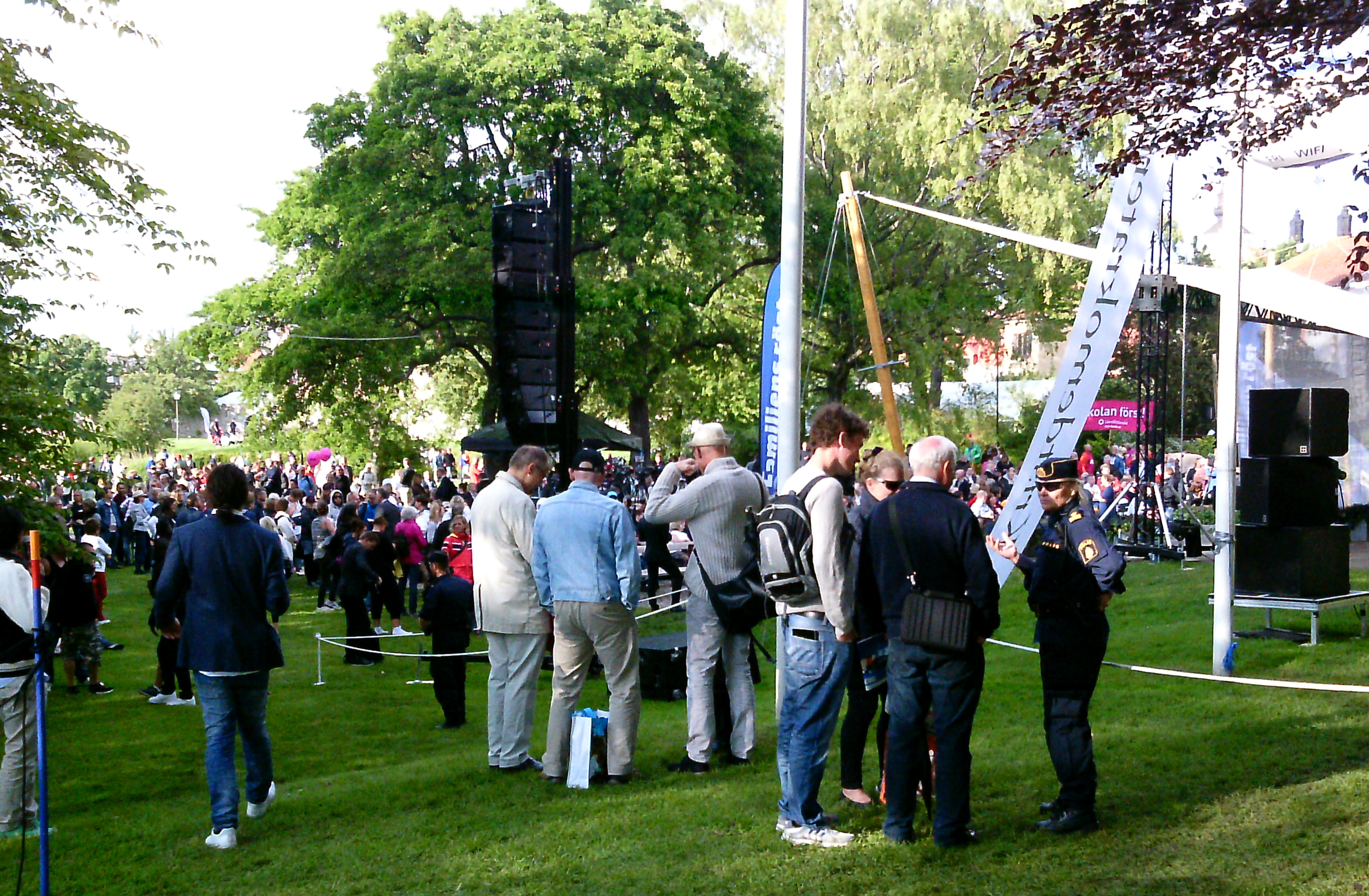
A Semana de Almedal em 2014.

A Semana de Almedal (em sueco:  Almedalsveckan) é um acontecimento político anual, no mês de julho, no Parque de Almedal (Almedalen), na cidade sueca de Visby, da ilha da Gotlândia.

Durante esse semana, cada partido com assento parlamentar tem um dia para seminários e conferências de imprensa, havendo intervenções de políticos suecos em sessões de informação e debate, seguidos atentamente pelos meios de comunicação de massas.
Este evento faz parte da vida política da Suécia, participando nele milhares de pessoas, e variados partidos, sindicatos, organizações de interesses, associações civis, para além da televisão, da rádio e dos jornais.

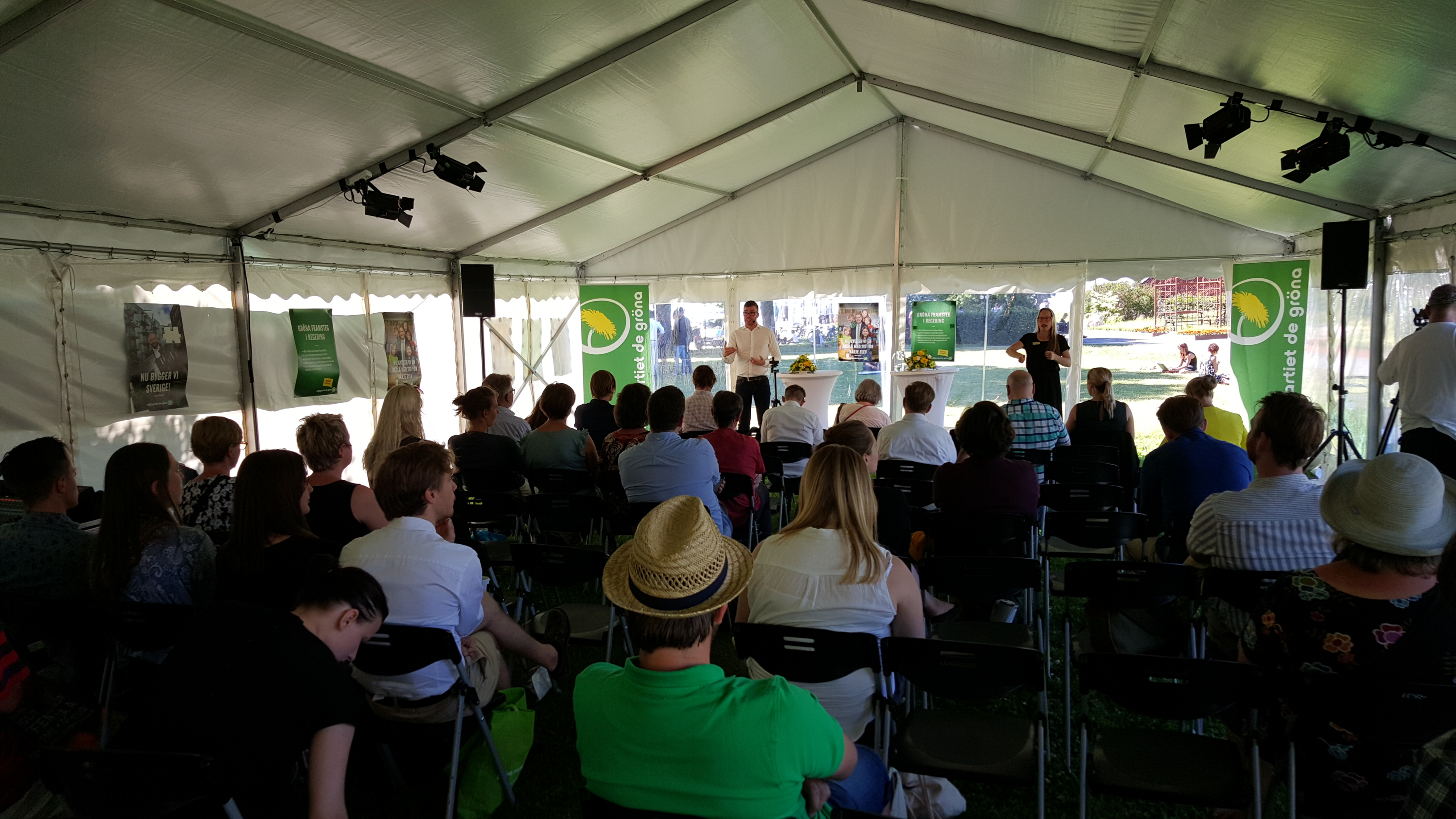
Pavilhão do Partido Verde
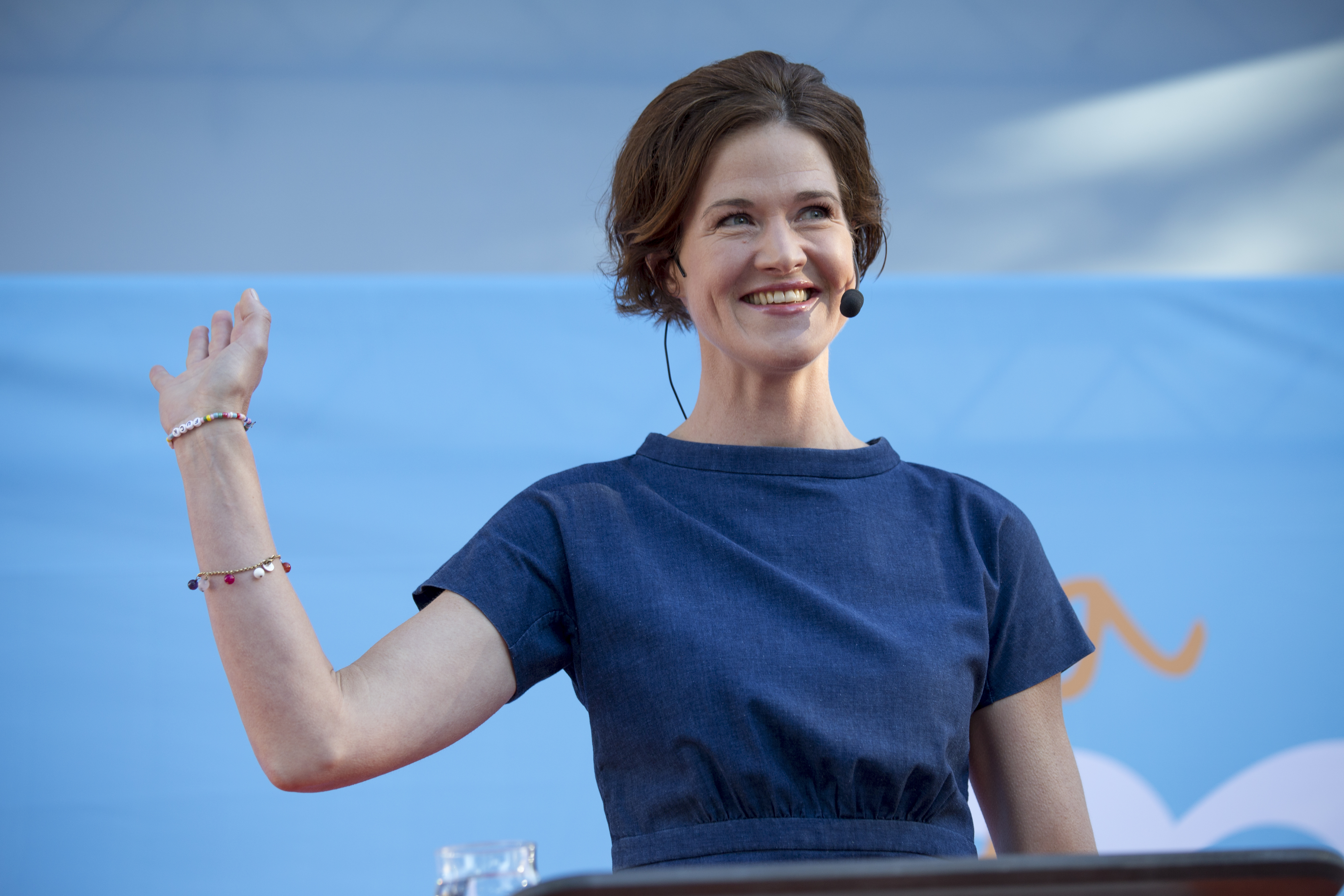
Anna Kinberg Batra do Partido Moderado
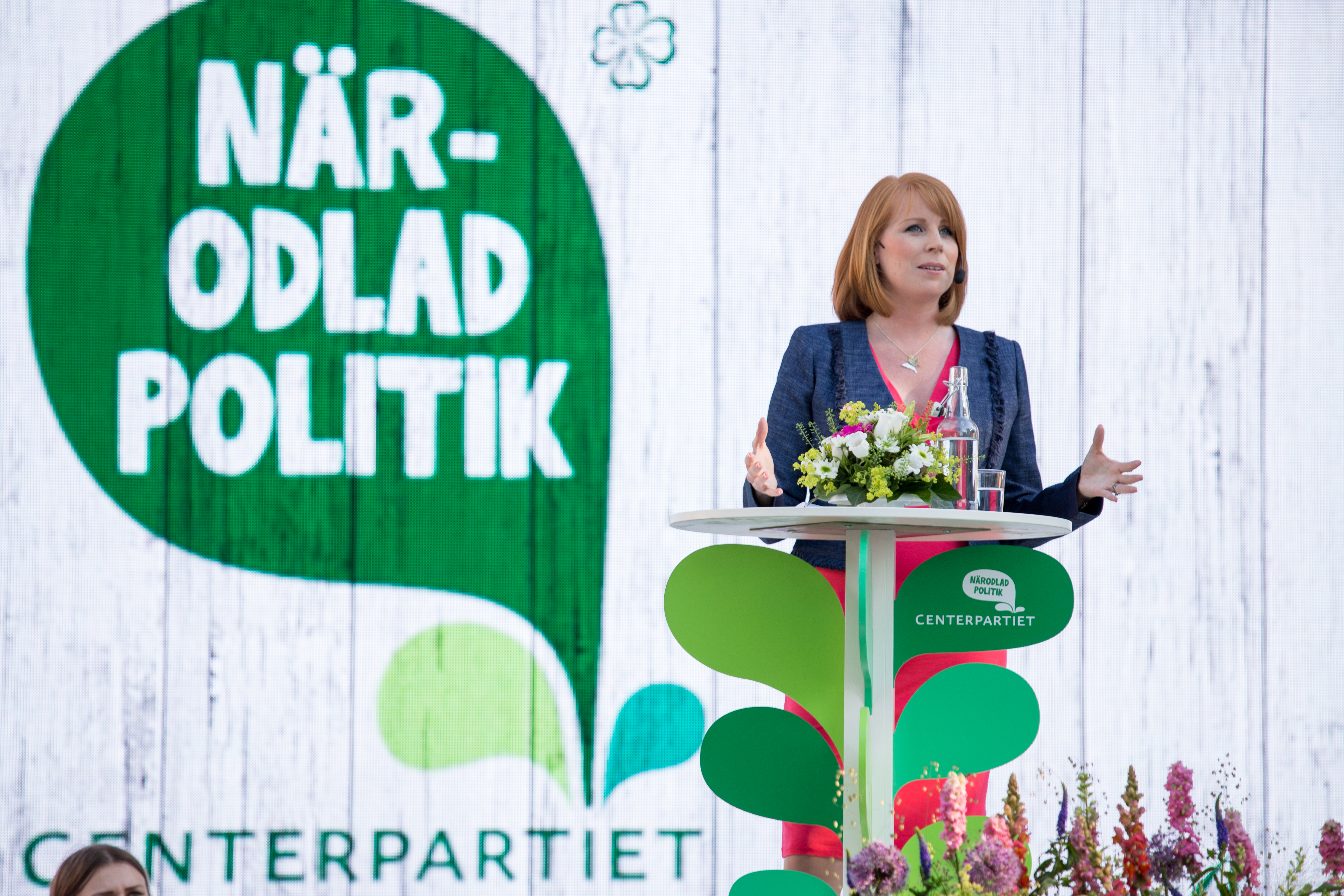
Annie Lööf do Partido do Centro
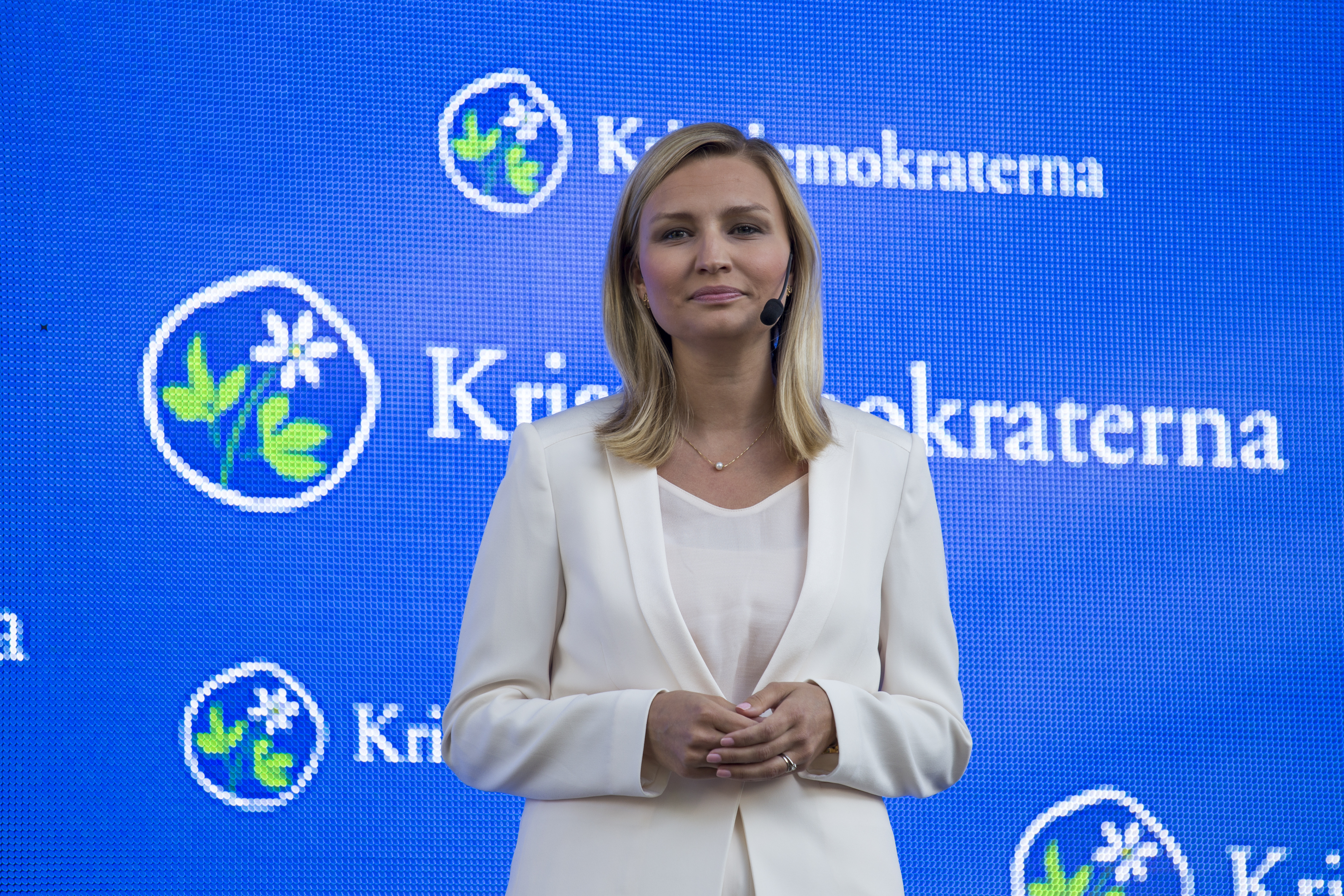
Ebba Busch Thor do Partido Democrata-Cristão